# Fernmeldeturm Kühkopf
Fernmeldeturm Kühkopf (também chamada de Fernmeldeturm Koblenz 10) é uma torre construída em 1977 e situada na floresta de Coblença (Koblenzer Stadtwald), no pico da montanha Kühkopf (Hunsrück), Alemanha. Tem 255 m (837 pés) e, até julho de 2019, é a 64.ª torre de estrutura independente mais alta do mundo.